# Étude épidémiologique auprès des enfants des femmes de la Mutuelle générale de l'Éducation nationale
L'étude épidémiologique auprès des enfants des femmes de la Mutuelle générale de l'Éducation nationale, dite E4N, est une enquête de cohorte prospective menée à l'INSERM par le docteur Françoise Clavel-Chapelon dans le prolongement de l'étude E3N. L’étude E4N vise à prolonger l’étude E3N en suivant les descendants des femmes ayant participé à l’étude E3N. L’objectif est de mieux comprendre, dans l’apparition des maladies, ce qui relève de la part génétique, de l’environnement familial et de l’environnement extra-familial.
Ce projet est financé exclusivement par l’État au titre des investissements d'avenir. Plus précisément c’est l’Agence nationale de la recherche qui gère les fonds, ceux-ci étant versés à l’université Paris-Sud 11, porteur institutionnel du projet.
L'équipe n°9 de l'UMR 1018 responsable de la cohorte est hébergée au sein de l'Institut Gustave-Roussy à Villejuif dans le Val-de-Marne.Françoise Clavel-Chapelon

## Historique
- 2011 mars : financement accordé au titre des Investissements d'avenir
- 2012 décembre : recueil des contacts nécessaire au lancement de la cohorte
- 2013 mai : colloque sur l'utilisation des outils électroniques et des réseaux sociaux pour l'épidémiologie
- 2016 octobre : congrès international e-Health Research (ehr2016)